# Hafen von Dili (Motael)
Der alte Hafen von Dili im Stadtteil Farol (Suco Motael), an der Westseite der Bucht von Dili, war bis 2022 der wichtigste zivile Hafen Osttimors. Die Fähre nach Atauro und Oe-Cusse Ambeno legt hier an.

## Geschichte

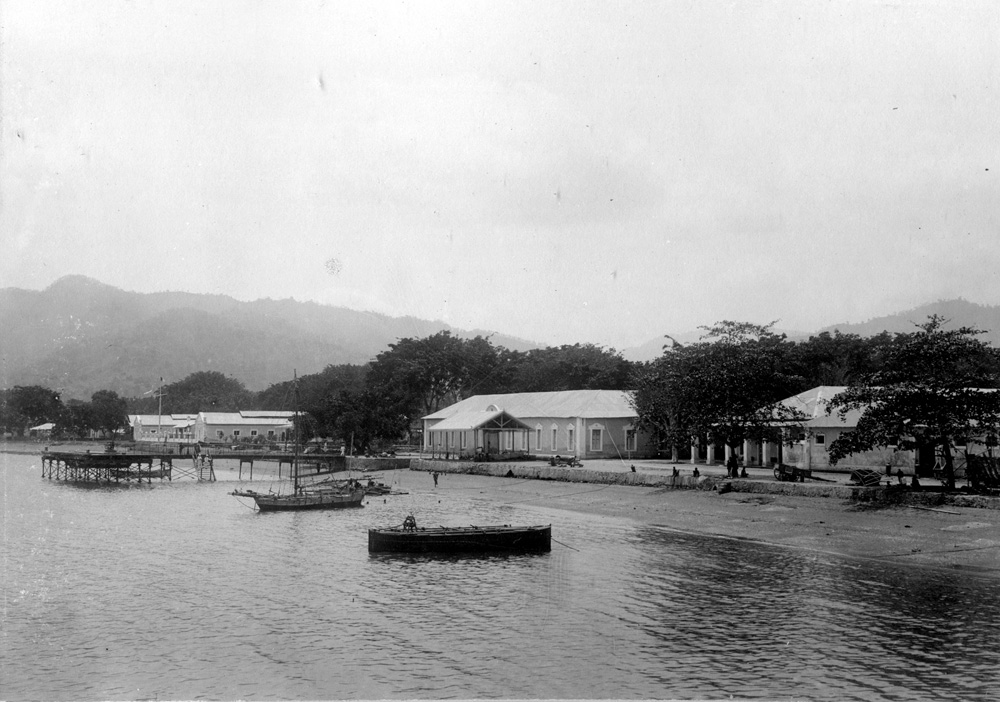
Das Ufer vor Colmera mit der alten Anlegestelle (ca. 1901/03)

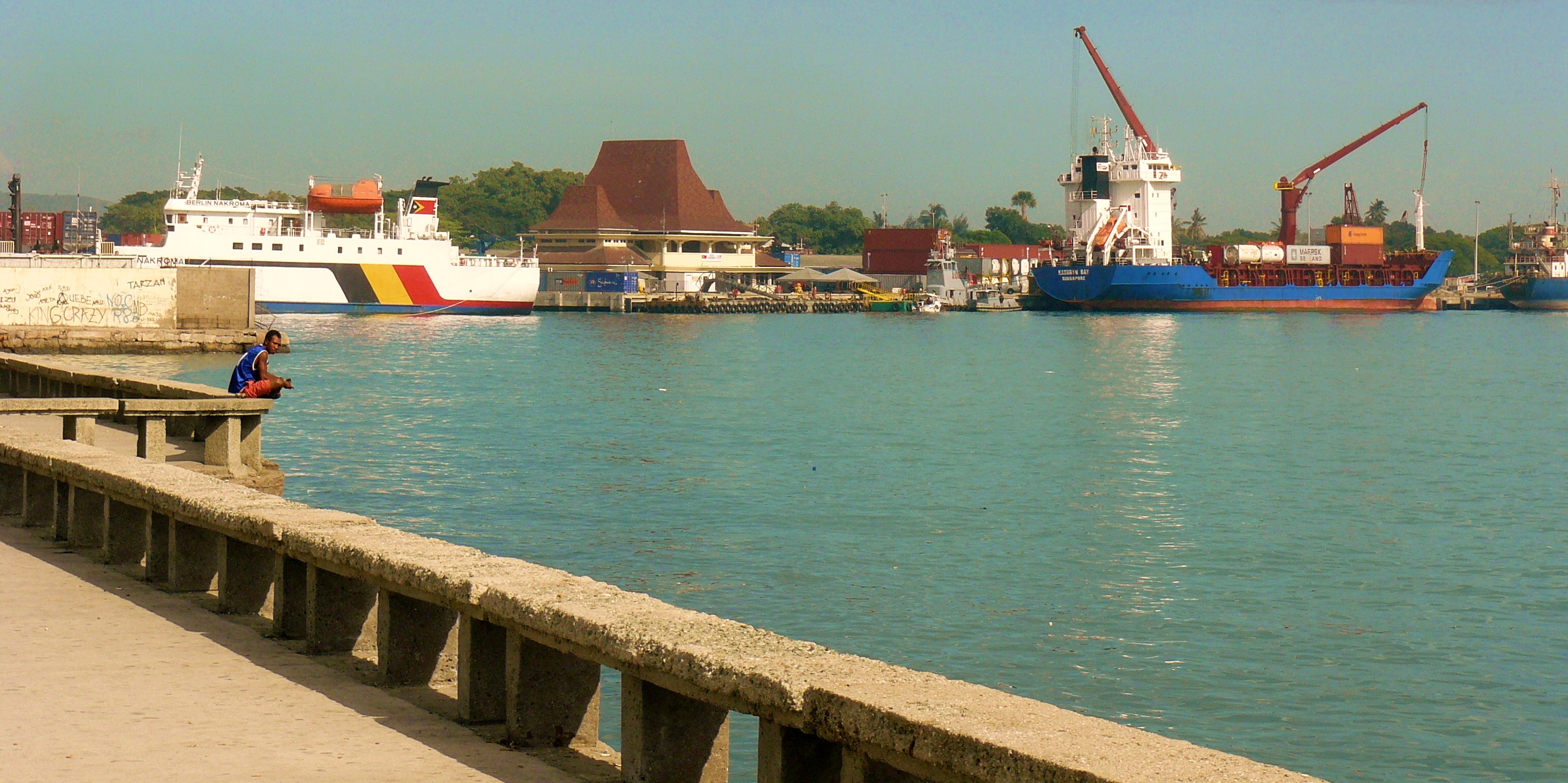
Der Hafen im Überblick

Das Gelände war bereits in der portugiesischen Kolonialzeit im Gebrauch. Ursprünglich lagen die Anlegestellen am Südufer der Bucht von Dili, beschützt durch das Fort Carqueto. Die hydrographische Kartographierung war 1870 abgeschlossen. Nach den Zerstörungen in der Schlacht um Timor während des Zweiten Weltkrieges wurde unter Gouverneur Oberst Temudo Barata (1959–1963) der Hafen in Motael wieder hergestellt. Unter José Alberty Correia (Gouverneur 1963–1968) wurde der Seehafen modernisiert und ausgebaut. Mit neuen Lagerhäusern war es nun möglich, Schiffe bis zu einer Größe von 7.000 Tonnen zu bedienen, wie die India und die Timor der Companhia Colonial de Navegação.
Im Bürgerkrieg in Osttimor 1975 besetzten beide Parteien den Hafen. Die portugiesische Verwaltung verließ von hier aus die Kolonialhauptstadt in Richtung der vorgelagerten Insel Atauro. Am 7. Dezember desselben Jahres landeten indonesische Truppen in Dili. Nach der Eroberung der Stadt führten die Indonesier Chinesen, Mitglieder der FRETILIN und andere Gefangene zum Hafengelände, erschossen sie und warfen die Leichen ins Meer. Zu den Opfern gehörten die Frauenrechtlerin Rosa Bonaparte, ihr Bruder Bernardino Bonaparte Soares, Isabel Barreto Lobato (die Ehefrau des Premierministers Nicolau dos Reis Lobato) und Roger East, der letzte ausländische Reporter in Dili. Zeugen sprechen von Dutzenden Leichen. Die Gesamtzahl der in der Werft Hingerichteten wird auf 150 Personen geschätzt.
2008 besuchten 260 Schiffe den Hafen. 24.570 Container (TEU) wurden umgeladen. Am 30. November 2022 wurde der neue Hafen in der Bucht von Tibar eröffnet, der nun den Frachtverkehr übernahm.

## Infrastruktur

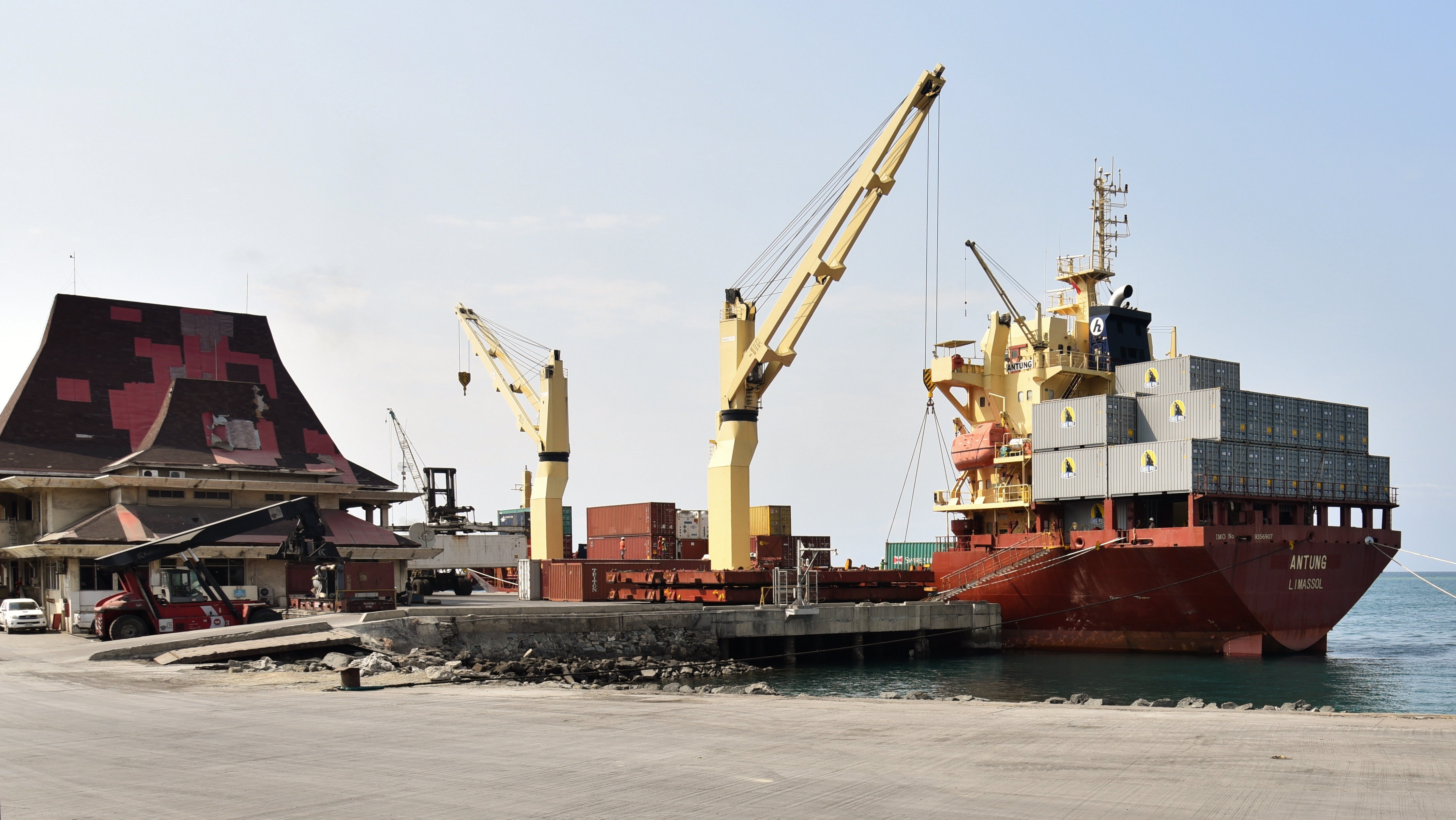
Der Frachter Antung im Hafen von Dili

Die Anfahrt ist eine schmale Passage durch zwei Riffe, die von Leuchtfeuern markiert sind. Allerdings wird vor einer nächtlichen Einfahrt gewarnt, da in der Bucht nicht markierte Wracks liegen. Zwischen November und Ende März sind Schiffe im Hafen dem Nordwestwind ausgesetzt.
Der Kai aus Beton ist 220 Meter lang (andere Quelle: 280 Meter) und 20 Meter breit. Schiffe, die hier anlegen wollen, dürfen maximal 140 Meter lang sein und einen Tiefgang von maximal 7,2 Metern haben. Maximal drei Schiffe haben gleichzeitig am Kai Platz. Außerdem gibt es eine Betonrampe zum Beladen der Fähre mit Fahrzeugen. Weiter gibt es einen Containerplatz mit einer Kapazität für 1000 Container, ein Hafenhauptgebäude, ein Umschlaglager, fünf Lagerhäuser und ein Verwaltungsgebäude.
Yachten können in der Bucht vor dem Kai ankern.
Nach der Eröffnung des Hafens in Tibar soll der Hafen in Motael in einer öffentlich-privaten Partnerschaft für 50 Millionen US-Dollar nun umgebaut werden und als Anliegestelle für Kreuzfahrtschiffe und Jachten, Walbeobachtungs- und Tauchboote dienen. Außerdem soll es ein Terminal für den Fährdienst geben. Entlang des Ufers sollen Fußwege verlaufen. Weiter sind Gebäude mit einem Touristeninformationszentrum, Hotels, Boutiquen, Restaurants, Cafés Geschäftsräumen und Kunsthandwerksläden  geplant. Die öffentliche Ausschreibung soll 2023 beginnen.